# Gorefest
I Gorefest sono stati un gruppo musicale olandese death metal nato nel 1989 e scioltosi definitivamente nel 2009.

## Storia del gruppo

### 1989 - 1998
La band venne fondata nel 1989 dal bassista/cantante Jan-Chris de Koeijer e dal chitarrista Frank Haarthorn.
Con l'entrata nella formazione di Mark Hoogedoorn alla batteria e Alex Van Schaik alla seconda chitarra, il gruppo registrò due demo, Tangled In Gore (1989) e Horrors In A Retarded Mind (1990) e, nel 1991, l'album di debutto Mindloss con l'etichetta olandese Foundation 2000 Records. Da una data del tour di supporto del disco venne registrato su 7" il live Live Misery.
Dopo il tour, entrarono due altri membri, Boudewijn Bonebakker alla chitarra solista e Ed Warby alla batteria. Con questa formazione e con un contratto con l'allora in ascesa etichetta tedesca Nuclear Blast, il gruppo registrò nel 1992 il secondo album False prodotto da Colin Richardson. Rispetto a Mindloss, i testi, una volta incentrati su tematiche splatter e gore, diventarono più riflessivi e impegnati sui mali della società. Dal tour dell'album venne registrato al Dynamo Festival il live The Eindhoven Insanity.
Nel 1994 la band registrò il terzo album Erase, un disco che tentava di mescolare le influenze del grunge contemporaneo alle tipiche sonorità death, mentre nel 1996 e nel 1998 uscirono, rispettivamente, Soul Survivor per la Nuclear Blast e Chapter 13. Dopo l'uscita di Chapter 13, la band si sciolse.

### 2005-2009: la reunion
Nell'estate del 2004, la Nuclear Blast contattò la band per ristampare i loro vecchi dischi, e dall'incontro tra Jan-Chris e gli altri membri, la band si riformò, ricevendo subito dopo l'offerta di suonare ai festival estivi del Dynamo Open Air nei Paesi Bassi, del Wacken Open Air in Germania e del Graspop Metal Festival in Belgio. I Gorefest iniziano anche a scrivere nuovo materiale e quindi a registrare, durante i primi mesi del 2005, un nuovo disco, La Muerte. A due anni di distanza, nell'estate del 2007, i Gorefest pubblicarono un altro album, Rise to Ruin.
Il 15 giugno 2009 la band annunciò il suo secondo e ultimo scioglimento con la dichiarazione: "Ogni corsa arriva alla fine. Questa è la nostra".

## Formazione

### Ultima formazione
- Jan-Chris de Koeijer – voce e basso
- Frank Haarthorn – chitarra
- Boudewijn Bonebakker – chitarra
- Ed Warby – batteria

### Ex componenti
- Mark Hoogedoorn – batteria
- Alex Van Schaik – chitarra

## Discografia
Album in studio
- 1991 - Mindloss
- 1992 - False
- 1994 - Erase
- 1996 - Soul Survivor
- 1998 - Chapter 13
- 2005 - La Muerte
- 2007 - Rise to Ruin

Live
- 1993 - The Eindhoven Insanity

EP
- 1992 - Live Misery
- 1994 - Fear

Singoli
- 1996 - Freedom

Demo
- 1989 - Tangled In Gore
- 1990 - Horrors In A Retarded Mind

Raccolte
- 2005 - The Ultimate Collection Part 1 - Mindloss & Demos
- 2005 - The Ultimate Collection Part 2 - False & Erase + Bonus
- 2005 - The Ultimate Collection Part 3 - Soul Survivor & Chapter 13 + Bonus
- 2005 - To Hell and Back: A Goreography
- 2012 - The Demos